# Ofir (ogier)
Ofir, ur. 1933, padł w 1948 – ogier czystej krwi arabskiej ze stadniny koni Janów Podlaski, po Kuhailan Haifi or. ar. i po matce Dziwa. Był jedynym synem ogiera Kuhailan Haifi sprowadzonego w 1931 z Bliskiego Wschodu i stał się epokowym koniem dla polskiej hodowli konia arabskiego. Krył w Janowie przez trzy lata i pozostawił po sobie doskonałe potomstwo z rodzimymi klaczami. Najznaczniejsze córki Ofira to: Mammona (czołowa klacz Stadniny koni w Tiersku na Kaukazie Północnym), Wilga i Wierna.
We wrześniu 1939 ze względu na zbliżający się front dyrektor stadniny Stanisław Pohoski zarządza ewakuację stada i stadniny w Janowie Podlaskim. Odbywa się ona marszem pieszym. Ze  względu na braki personelu jeden pracownik musi prowadzić po kilka koni i podczas przemarszu wiele koni ulega zaginięciu. Po wrześniu 1939 część z nich powróciła do Janowa. Przed oddaniem stadniny w Janowie pod zarząd niemiecki Rosjanie wywieźli najlepsze konie, w tym Ofira, do Stadniny koni w Tiersku, gdzie w latach 1940-1948 krył tamtejsze klacze, dając podobne potomstwo, co w Janowie Podlaskim.

## Potomstwo
Najlepsi jego potomkowie to:
- Witraż
- Wielki Szlem
- Witeź II
- Wyrwidąb
- Mammona (1939 (Janów Podlaski) - 1961 (Tiersk)) po: ojciec - ogier Ofir; matka - Krucica[3]